# Pieter Vanderlyn
Pieter Vanderlyn (* 1687; † 1778 in Shawangunk) war ein amerikanischer Maler niederländischer Herkunft. Er wird zu den Patroon Painters gezählt.

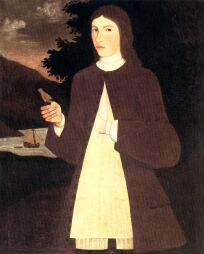
Porträt Pau de Wandelaers, circa 1730, Albany Institute of History and Art

Vanderlyn wanderte 1718 aus den Niederlanden wahrscheinlich über Curaçao nach New York ein. Es ist unklar, wo er sich dann aufhielt, vermutlich in Kingston am Hudson River, 130 km nördlich von New York, oder in Albany.
Er malte zahlreiche Porträts, so werden ihm z. B. die Bildnisse der Familie Gansevoort Limner zugeschrieben. 
Ann Lee Morgan schreibt, dass Vanderlyn einen eigenen Stil besaß, der aus “flat patterns, rhythmic contours, and appealing color” bestand.
Als beispielhaft für seinen Stil gilt das Porträt von Pau de Wandelaer (circa 1730, Albany Institute of History and Art). Es zeigt einen Jungen mit einem Vogel auf der Hand, im Hintergrund fließt der Hudson, kurzum ein Idyll.
Vanderlyns letztes Gemälde datiert in das Jahr 1750. Er ist der Großvater des Malers John Vanderlyn.